# Сиддим

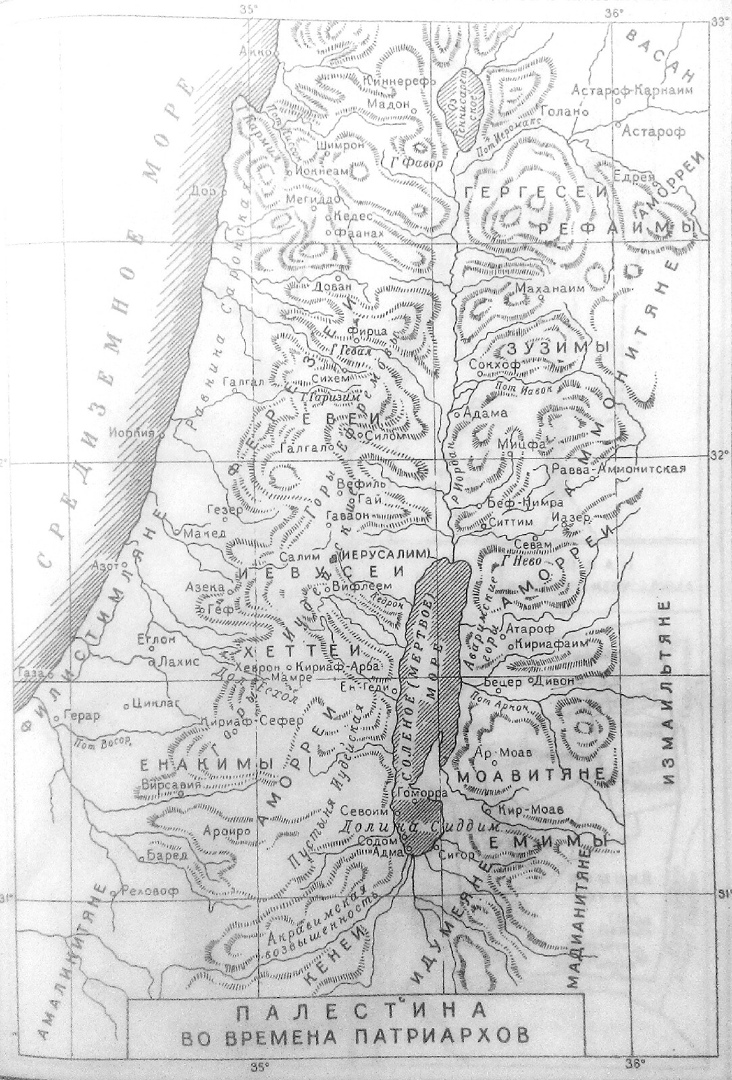
Расположение городов, участвовавших в сражении

Сиддим (ивр. עמק השדים‎) — упоминаемая в Библии легендарная долина или равнина, располагавшаяся на месте современного Мёртвого моря. На территории долины находились города Содом и Гоморра. Сиддим упоминается в Книге Бытия, главы 14, 3, 8, 10.
В ходе «войны девяти царей» в долине произошло легендарное сражение между:
- царём Содома Берой, царём Гоморры, царём Адмы, царём Севоима и царём Белы (Цоара) — с одной стороны;
- Кедорлаомером, царём эламским, Фидалом[англ.], царём гоимским, Амрафелом, царём шинарским, и Ариохом[англ.], царём элласарским, — с другой стороны[3].

Цари Содома и Гоморры потерпели поражение в сражении, победители забрали все богатства и припасы этих городов и ушли прочь, уведя с собой также жившего тогда в Содоме Лота, племянника Авраама.
Авраам же догнал и спас Лота с 318 людьми, разбив этих царей.
Позже, согласно Библии, жители долины были слишком грешны, за что были уничтожены Богом — пощажён был один праведник Лот с семьёй. После этого на месте долины образовалось Мёртвое море.